# フェロプラズマ属
Ferroplasma（フェロプラズマ属）はテルモプラズマ目フェロプラズマ科に属す古細菌の属である。非常に強い好酸性と金属耐性、細胞壁を欠くことを特徴とする。2009年に、"F. cupricumulans"がフェロプラズマ科のAcidiplasma cupricumulansに再分類されたため、現在はF. acidiphilum1種のみを含む。ただし、数種の未記載種が存在する。
分布としては強い酸性の黄鉄鉱鉱山廃水などに生息する。主に好気条件で2価の鉄などを酸化して独立又は従属栄養的に増殖している。細胞壁を持たないため細胞は柔軟性に富み複雑な形をしている。鞭毛は無い。増殖最適条件は30-50℃、pH1.5程度で、pH0での増殖も報告されている。金属類に対する耐性が極めて強く、高濃度の銅、カドミウム、ヒ素、亜鉛などの重金属含有培地で増殖が可能である。